# كارلوس باندا (لاعب كرة قدم)
كارلوس باندا (بالسويدية: Carlos Banda)‏ هو لاعب كرة قدم سويدي، ولد في 23 أغسطس 1977. لعب مع نادي يورغوردينس.